# 堆沙革县
堆沙革县是泰国清邁府的一个县。位于清迈府的东部。面积671.3平方公里。2013年人口64116。人口密度95.5/km2 。
邻近的县有夜安县、讪甘烹县、讪柿县和夜登县等。县的名称以境内的山堆沙革命名。